# Isonychia
Famille
Genre
Isonychia est un genre d'insectes appartenant à l'ordre des éphéméroptères.

## Liste d'espèces
Selon ITIS :
- Isonychia arida (Say, 1839)
- Isonychia berneri Kondratieff & Voshell, 1984
- Isonychia bicolor (Walker, 1853)
- Isonychia campestris McDunnough, 1931
- Isonychia diversa Traver, 1934
- Isonychia georgiae McDunnough, 1931
- Isonychia hoffmani Kondratieff & Voshell, 1984
- Isonychia intermedia (Eaton, 1885)
- Isonychia obscura Traver, 1932
- Isonychia rufa McDunnough, 1931
- Isonychia sayi Burks, 1953
- Isonychia serrata Traver, 1932
- Isonychia sicca (Walsh, 1862)
- Isonychia similis Traver, 1932
- Isonychia tusculanensis Berner, 1948
- Isonychia velma Needham, 1932